# Valentinas Mikelėnas
Valentinas Mikelėnas (* 6. April 1958 in Smilgiai, Rajongemeinde Biržai) ist litauischer Rechtsanwalt und Zivilrechtler, Professor für Privat-, Zivilprozess- und Familienrecht an der Universität Vilnius (VU),  ehemaliger Richter von Oberster Gerichtshof Litauens, Leiter der Arbeitsgruppe für Zivilgesetzbuch Litauens.

## Leben
1982 absolvierte Valentinas Mikelėnas das Diplomstudium der Rechtswissenschaften an der Rechtsfakultät der VU und war danach als Aspirant und Assistent tätig. Am 26. Oktober 1986 promovierte er an der Lomonossow-Universität in Moskau zum Thema "Besonderheiten der Zivilfälle bezüglich der Anfechtung der standesamtlichen Beurkundungen" (lit. Civilinių bylų dėl civilinės būklės aktų įrašų nuginčijimo ypatumai).
Valentinas Mikelėnas war von 1990 bis 1995 als Dozent, Fakultätsdekan und von 1992 bis 2003 Leiter des Lehrstuhls für Zivil- und Zivilprozessrecht der VU tätig.
Am 6. September 1995 habilitierte sich Valentinas Mikelėnas zum Thema "Probleme der zivilrechtlichen Haftung: rechtsvergleichende Aspekte" (lit. Civilinės atsakomybės problemos: lyginamieji aspektai).
1997 bekam er die Rechtsanwaltszulassung und arbeitete in der Praxis. Danach wurde er zum Richter ernannt und von 1997 bis 2006 arbeitete am Obersten Gericht.
Seit dem 23. Juni 2006 ist Valentinas Mikelėnas wieder Rechtsanwalt der Anwaltssozietät des Wirtschaftsrechts "Jurevičius, Balčiūnas ir Bartkus". Mikelėnas ein Gründungsmitglied des European Law Institute, einer non-profit Organisation, die sich der juristischen Forschung sowie der Verbesserung des europäischen Rechts widmet mit dem Ziel, die europäische Integration auf dem Gebiet des Europarechts konstruktiv zu begleiten.
Seit 2002 ist er Vorsitzender des Redaktionskollegiums der juristischen Fachzeitschrift „Justitia“. Er war Mitglied in der Arbeitsgruppe von Handelsgesetzbuch der Litauischen Republik.

## Auszeichnungen
- 1996: Wissenschaftspreis Litauens (Lietuvos mokslo premija)
- 2004: Komtur des Ordens für Verdienste um Litauen

## Bibliographie
- Kommentar des litauischen Zivilgesetzbuchs (Mitautor)
- Kommentar des litauischen Zivilprozessgesetzbuchs (Mitautor)